# Phaseolus lunatus
Il fagiolo di Lima (Phaseolus lunatus L.) è una pianta della famiglia delle Fabacee (o Leguminose), coltivata per i suoi semi.

## Storia

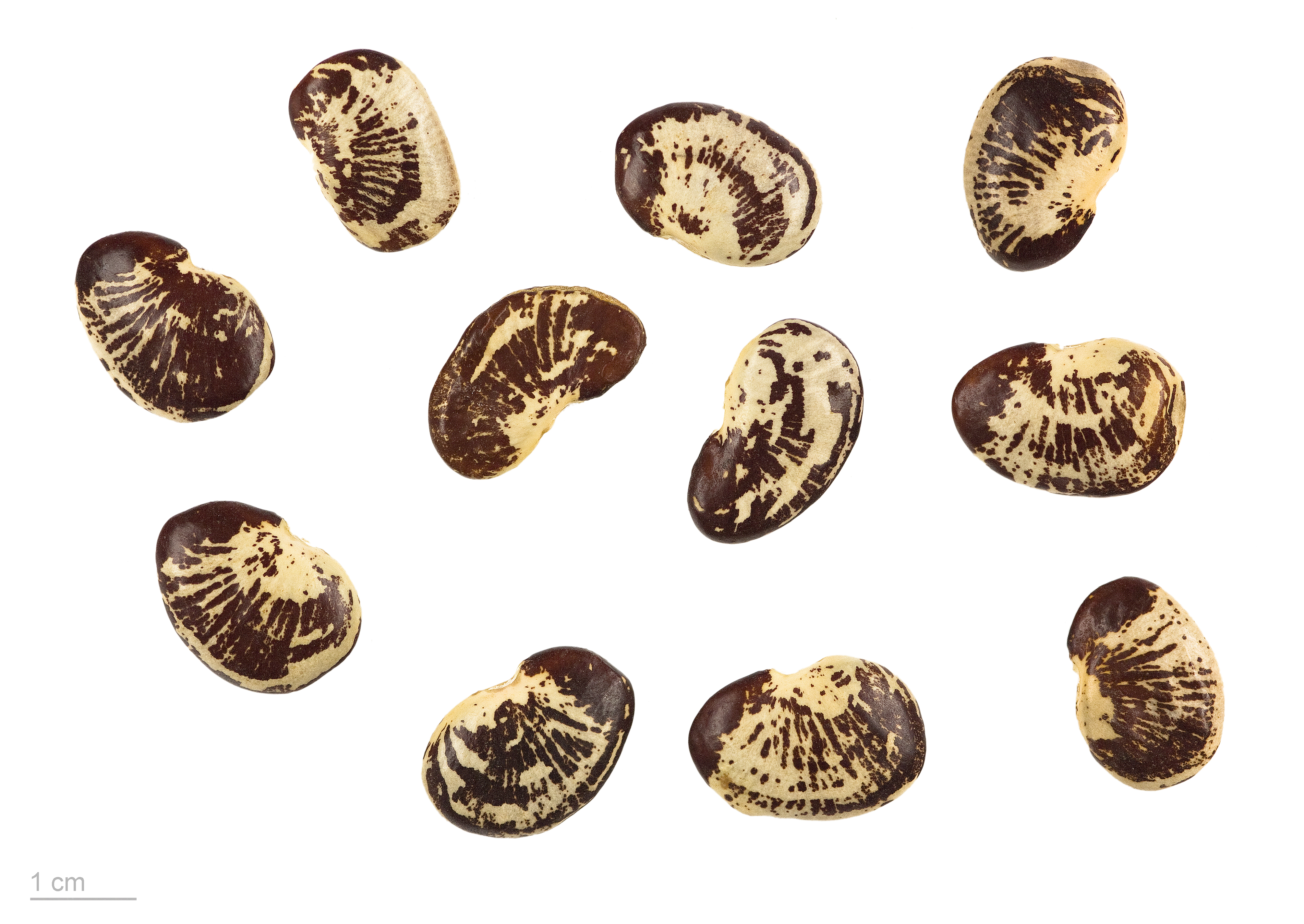
Semi

Ha origini andine e mesoamericane. Si pensa sia stato domesticato indipendentemente in due luoghi differenti. La prima domesticazione si ebbe appunto nelle Ande intorno al 2000 a.C. e produsse una varietà dai semi più grandi (il tipo Lima propriamente detto). La seconda avvenne probabilmente in Mesoamerica intorno all'800 d.C. e produsse una varietà dai semi più piccoli (il tipo Sieva). Successivamente, la coltivazione ha oltrepassato le Americhe e raggiunse nel sedicesimo secolo l'emisfero orientale.
Il tipo Sieva si può trovare tra il Messico e l'Argentina, generalmente al di sotto dei 1600 metri sopra il livello del mare. Al contrario, il tipo Lima è presente nel nord del Perù tra i 300 e i 2000 metri sopra il livello del mare.
La civiltà moche coltivò questa pianta e spesso la rappresentò nelle sue arti. Durante la dominazione spagnola, i fagioli di Lima furono esportati non solo nel resto dell'America ma anche in Europa.